# فرسمن (دهانه)
فرسمن یک دهانه برخوردی در ماه‌ است.